# Kirsty Dillon
Kirsty Dillon (* 1976 in Portsmouth, Hampshire) ist eine britische Theaterschauspielerin und Filmschauspielerin.

## Leben
Dillon wurde in Portsmouth bei Hampshire geboren und verbrachte dort ihre gesamte Kindheit. Sie besuchte die Portsmouth High School und anschließend das Havant College. Nach ihrem Schulabschluss studierte sie Schauspielkunst an der Goldsmiths’ und University of London sowie an der Webber Douglas Academy of Dramatic Art. Dillon hatte ihr erstes Debüt als Schauspielerin 1995 in der britischen Fernsehserie Hearts and Minds in einer Nebenrolle.
Weiterhin trat sie in verschiedenen Rollen in dem BBC-Produktionen The Man That Broke Britain, Spellbound for Peter Greenaway sowie auch als Rosalind in As You Like It sowie in einigen weiteren Fernsehproduktionen, wie unter anderem in Holby City, Casualty, The Bill, Doctors und in dem CH4-Film Rockabye. Ihre wohl bisher größte Bekanntheit erreichte sie durch ihren Auftritt in der Rolle der DC Gail Stevens in der britischen Fernsehkrimi-Filmreihe Inspector Barnaby (Midsomer Murders).
Dillon ist auch als Botschafterin der kanadischen und weltweit tätigen Organisation White Ribbon Campaign tätig, die eine internationale Kampagne für das Ende der männlichen Gewalt gegen Frauen (End Male Violence Against Women) gestartet hat. Sie arbeitet eng mit den Opfern von häuslicher Gewalt und mit verschiedenen Organisationen, wie Frauenhilfe- bzw. Frauenrechtsgruppen zusammen sowie wirkt bei entsprechenden öffentlichen Kampagnen mit, um so eine Sensibilisierung und ein Schärfen des Bewusstsein bei Bevölkerung für diese Problematik zu erlangen. Dillon war 2009 als einer der prominenten Mitunterzeichner, bei der Abgabe einer entsprechenden Petition zusammen mit dem Inspector Tom Barnaby-Darsteller John Nettles und dem Fußballspieler David James an den damaligen Premierminister des Vereinigten Königreichs Gordon Brown in der 10 Downing Street dabei.

## Filmografie
- 1995: Hearts and Minds (Fernsehserie, 1 Folge)
- 2000–2012: Holby City (Fernsehserie, 3 Folgen)
- 2002: London’s Burning (Fernsehserie, 1 Folge)
- 2002: Clock Tower 3 (Videospiel, Stimme)
- 2003: Coming Up (Fernsehserie, 1 Folge)
- 2005: Puritan (Spielfilm)
- 2006–2014: Casualty (Fernsehserie, 2 Folgen)
- 2007: Ahaarrr! (Kurzfilm)
- 2007–2011: Inspector Barnaby (Midsomer Murders, Krimi-Filmreihe, 24 Folgen)
- 2009–2018: Doctors (Fernsehserie, 4 Folgen, verschiedene Rollen)
- 2012: Step Right Up (Kurzfilm)
- 2013: The Cop – Crime Scene Paris (Jo, Fernsehserie, 1 Folge)
- 2013: No Turning Back (Locke)
- 2013: Blackout (Fernsehfilm)
- 2013: Brothers in Arms (Kurzfilm)
- 2015: Spotless (Fernsehserie, 2 Folgen)
- 2015: Emmerdale Farm (Fernsehserie, 3 Folgen)
- 2016: To Dream (Filmdrama)
- 2016: 2:Hrs (Spielfilm)
- 2019: Justine (Spielfilm)
- 2019: Man Like Mobeen (Fernsehserie, 1 Folge)